# Oxydia geminata
Oxydia geminata är en fjärilsart som beskrevs av J. Peter Maassen 1890. Oxydia geminata ingår i släktet Oxydia och familjen mätare. Inga underarter finns listade i Catalogue of Life.